# Santo Emanuele
Santo Emanuele (né à Nicosia le 7 juillet 1893 et mort à Catane le 30 juin 1977) est un militaire et agent secret italien, actif sous l'Italie fasciste.

## Biographie
Entré à l'école militaire de Naples, Emanuele est nommé sous-lieutenant de l'armée en mars 1915. En 1917, il devient officier des carabiniers .
En avril 1934, il est nommé chef adjoint du contre-espionnage (section III) du Service d'information militaire (SIM). En 1936, avec le grade de lieutenant-colonel, il prend la tête de la section de contre-espionnage, en remplacement de Giuseppe Pièche .
Il serait l'un des instigateurs de l'assassinat des frères Carlo et Sabatino Rosselli, avec le général Mario Roatta, le colonel Paolo Angioy et le major Roberto Navale, probablement avec l'approbation tacite du ministre des Affaires étrangères Galeazzo Ciano et de son chef de cabinet Filippo Anfuso. Le meurtre a été commis en France par des militants de l'organisation d'extrême droite française la Cagoule, dirigée par Jean Filiol .
En conflit avec Giacomo Carboni, directeur du SIM, il obtient l'autonomie de la Section III, sous le titre Contre-espionnage militaire et services spéciaux (CSMSS). Il est contraint à la démission, et est aussitôt nommé, le 15 janvier 1941, commandant de la légion CC RR de Padoue, mais doit la quitter en juillet.
Après la libération de Rome, il est arrêté le 16 septembre 1944, à Rome. Lors des interrogatoires, il admet ses responsabilités dans le meurtre des Rosselli, et implique le général Roatta. Le procès débute en janvier 1945 et se conclut deux mois plus tard par la condamnation d'Emanuele à la réclusion à perpétuité. En appel, en 1949, il est acquitté faute de preuves.